# نرمين أريك
نرمين أريك ( ولدت في عام 1928 وتوفيت في عام 2005 م) عالمة رياضيات تركية، و معلمة، ومترجمة و كاتبة.
تخرجت نرمين أريك من المدرسة الثانوية للبنات بأنقرة في عام 1945م. وحصلت نرمين على الليسانس في قسم الكهرباء بجامعة جلاسجو في عام 1954 ثم حصلت على درجة الماجستير في قسم الرياضيات بجامعة جورج واشنطن في عام 1963م. وعلى الرغم من أنها قد أجرت الفحوصات المؤهلة في جامعة ماريلاند من أجل أعمال الدكتوراه التي بدأتها في جامعة الشرق الأوسط الفنية في عام 1963م إلا أنها لم تتمكن من إنهاء الدكتوراه و ذلك بسبب إضطرارها في العودة إلى تركيا. وقامت نرمين أريك بالتدريس لفترة طويلة في قسم الرياضيات بجامعة الشرق الأوسط الفنية وقامت نرمين أريك بترجمة العديد من الكتب العلمية الهامة الصادرة عن مختلف أدوار النشر و الصادرة أيضاً عن مؤسسة الأبحاث التكنولوجية والعلمية التركية.

## تراجمها
•	خمس قواعد ذهبية، نظريات هامة لرياضيات القرن العشرون، دار نشر سابانجي أون، ISBN 975-8362-04-6
•	الأخطاء العلمية، مغامرات على منحنى الطريق نحو الصواب، دار نشر مؤسسة الأبحاث التكنولوجية و العلمية التركية، ISBN 975-403-028-6
•	الدفاع عن عالم الرياضيات، دار نشر مؤسسة الأبحاث العلمية والتكنولوجية التركية، ISBN 975-403-028-6
•	اختيار عدد، دار نشر مؤسسة الأبحاث العلمية و التكنولوجية التركية، ISBN 975-403-139-8
•	جدول الضرب، دار نشر مؤسسة الأبحاث العلمية و التكنولوجية التركية، ISBN 975-403-124-X
•	الضرب و القسمة، دار نشر مؤسسة الأبحاث العلمية و التكنولوجية التركية، ISBN 975-403-137-1
•	مغامرات داروين و بيجل، دار نشر مؤسسة الأبحاث العلمية و التكنولوجية التركية، ISBN 975-403-052-9
•	حول قوانين الفيزياء، دار نشر مؤسسة الأبحاث العلمية و التكنولوجية التركية، ISBN 975-403-018-9
•	العالم غاليليو و العالم نيوتن، دار نشر مؤسسة الأبحاث العلمية و التكنولوجية التركية، ISBN 975-403-077-4
•	نصائح للعلماء الشباب، دار نشر مؤسسة الأبحاث العلمية و التكنولوجية التركية، ISBN 975-403-007-3
•	الكسور و الأرقام العشرية، دار نشر مؤسسة الأبحاث العلمية و التكنولوجية التركية، ISBN 975-403-134-7
•	الفن الرياضي، دار نشر مؤسسة الأبحاث العلمية و التكنولوجية التركية، ISBN 975-403-078-2
•	حدود العلم المستحيل و العلم الحدودي، دار نشر مؤسسة الأبحاث العلمية و التكنولوجية التركية، ISBN 975-8362-16-X
•	فخامة باي، دار نشر مؤسسة الأبحاث العلمية و التكنولوجية التركية، ISBN 975-403-301-3
•	إستجواب التجارب، دار نشر مؤسسة الأبحاث العلمية و التكنولوجية التركية، ISBN 975-403-030-8
•	أعمال الفكر الإستراتيجي و السياسة و الجانب التنافسي في الحياة اليومية، دار نشر سابانجي أون، ISBN 975-8362-20-8
•	الجداول و الرسوم البيانية، دار نشر مؤسسة الأبحاث العلمية و التكنولوجية التركية، ISBN 975-403-136-3
•	الجمع و الطرح، دار نشر مؤسسة الأبحاث العلمية و التكنولوجية التركية، ISBN 975-403-157-6